# 암자드 아트완
암자드 아트완(아랍어: أمجد عطوان, 1997년 3월 12일 ~ )는 이라크의 축구 선수로 현재 이라크 프리미어리그의 자호 SC에서 미드필더로 활약하고 있다.